# Monistria sulcata
Monistria sulcata är en insektsart som först beskrevs av Johann Gottlieb Otto Tepper 1896.  Monistria sulcata ingår i släktet Monistria och familjen Pyrgomorphidae. Inga underarter finns listade i Catalogue of Life.